# 信仰的胜利
《信仰的胜利》（德語：Der Sieg des Glaubens）是由德國女導演萊尼·里芬斯塔爾于1933年执导的第一部黑白紀錄片影片。它在希特勒的支持下拍攝于1933年8月30日到9月3日，内容为紐倫堡全国党代会集会场的第五届納粹全國黨大會。